# Sailor fuku

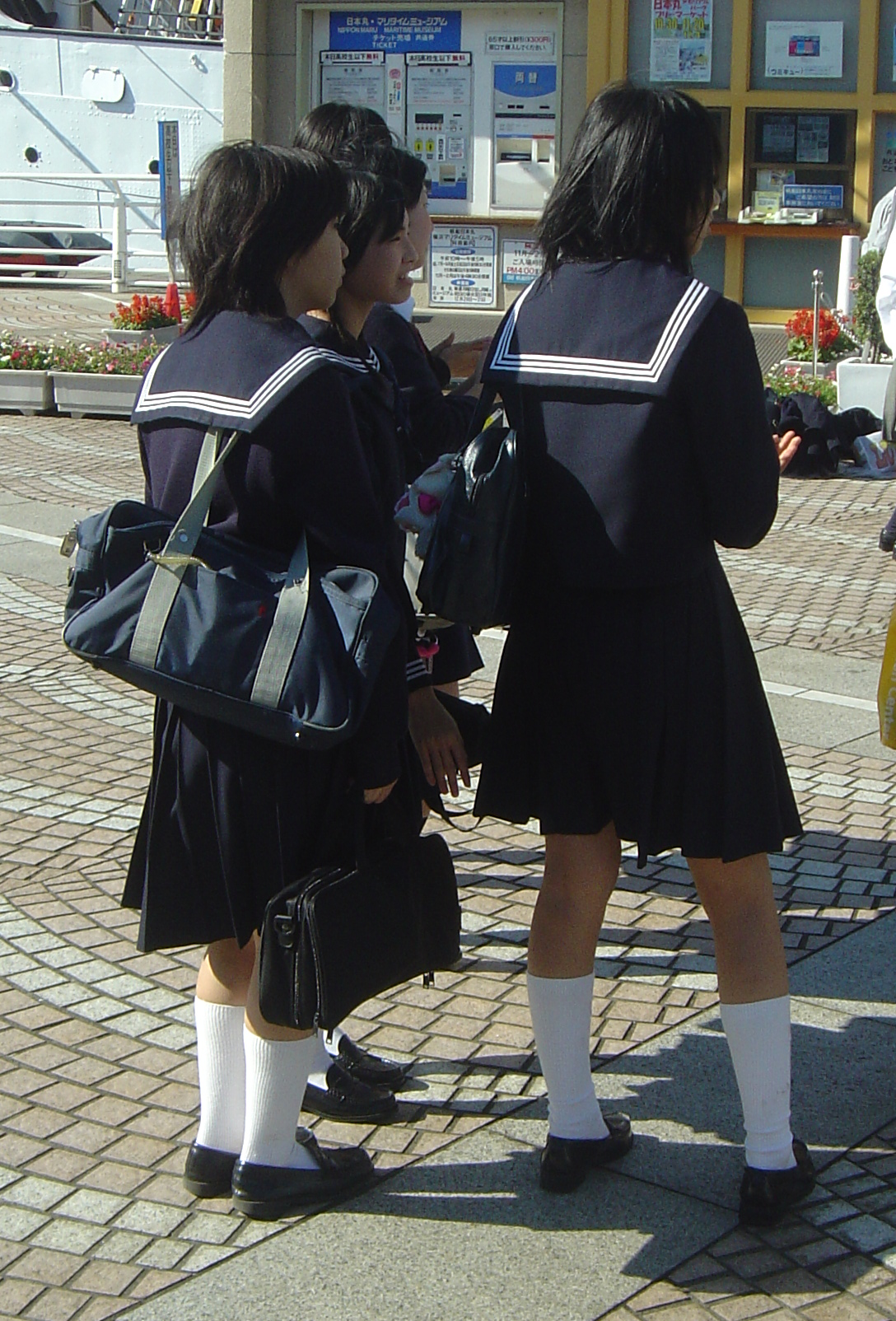
Japanska högstadieelever iklädda sailor fuku.

Sailor fuku (japanska セーラー服, sērāfuku; bokstavligen sjömanskostym) är en vanlig typ av skoluniform för kvinnliga högstadie- och gymnasieelever i Japan. Den introducerades som skoluniform 1921 av den dåvarande rektorn av Fukuoka Jo Gakuin University, Elizabeth Lee som hämtat sin inspiration från den kungliga brittiska flottans uniform under sin tid som utbytesstudent i Storbritannien.
Efter andra världskrigets slut hade sailor fuke spritts till flera länder i Östasien, och var exempelvis den tredje vanligaste typen av skoluniform i Hongkong.

## Utseende
Liksom den manliga gakuran har sailor fukun många likheter med olika militära flottuniformer. Generellt sett består uniformen av en blus med en krage i seglarstil och en veckad kjol. Det finns säsongsavariationer för sommar och vinter där ärmlängd och tyg är anpassade för säsongen. Ett band knyts fram i en ögla som är fastsatt på blusen. Det finns olika variationer på bandets utformande inklusive slips, snusnäsduk och fluga. De vanligaste färgerna är marinblå, vit, grå och svart.
Skor, strumpor och andra accessoarer inkluderas ibland som en del av uniformen. Strumporna är typiskt marinblå eller vita. Tillhörande skor är typiska bruna eller svarta loafers. Även om de inte är en del av den beskrivna uniformen, används så kallade loose socks (till utseendet liknande benvärmare) ofta av de mer modemedvetna flickorna till sailor fukun. 